# Прип'ятська вулиця (Київ, Дарницький район)
При́п'ятська ву́лиця — вулиця в Дарницькому районі міста Києва, місцевість Позняки. Пролягає від Дніпровської набережної (в останні роки від Позняківського провулку) до вулиці Сортувальної.
До вулиці прилягав Прип'ятський провулок.

## Історія
Вулиця виникла у першій половині ХХ століття, мала назву (2-га) Гоголівська. Назву Прип'ятська вулиця отримала 1955 року.
Зникла під час часткового знесення забудови колишнього села Позняки (Нові Позняки) і забудови мікрорайону Позняки-3 приблизно в кінці 2007 — на початку 2008 року. Інформація про офіційну ліквідацію вулиці наразі відсутня.